# Afrikas Fußballer des Jahres 1970

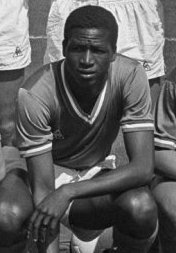
Salif Keïta (1968)

Der Ballon d’Or (französisch für Goldener Ball) der Zeitschrift France Football wurde 1970 erstmals für Afrikas Fußballer des Jahres vergeben. Gewinner der Auszeichnung war der Malier Salif Keïta.

## Abstimmungsmodus
Wählbar waren alle afrikanischen Fußballspieler, unabhängig von ihrer Vereinszugehörigkeit.

## Ergebnis
| Rang | Spieler                | Nationalität   | Verein           | Stimmen |
| ---- | ---------------------- | -------------- | ---------------- | ------- |
| 1.   | Salif Keïta            | Mali           | AS Saint-Étienne | 54      |
| 2.   | Laurent Pokou          | Elfenbeinküste | ASEC Abidjan     | 28      |
| 3.   | Ali Abo Greisha        | Ägypten        | Ismaily SC       | 28      |
| 4.   | Jean Kalala N’Tumba    | DR Kongo       | TP Englebert     | 19      |
| 5.   | Hacène Lalmas          | Algerien       | CR Belcourt      | 15      |
| 6.   | Petit Sory             | Guinea         | Hafia FC         | 9       |
| 7.   | Allal Ben Kassou       | Marokko        | FAR Rabat        | 5       |
| 7.   | Osei Kofi              | Ghana          | Asante Kotoko    | 5       |
| 7.   | Robert Mensah          | Ghana          | Asante Kotoko    | 5       |
| 10.  | 4 verschiedene Spieler |                |                  | 4       |